# Selección de fútbol de Baréin
La selección de fútbol de Baréin (en árabe: منتخب البحرين لكرة القدم‎) es el equipo nacional de ese país, y está coordinado por la Federación de Fútbol de Baréin, perteneciente a la AFC. Nunca ha clasificado a la Copa Mundial de la FIFA, aunque estuvo cerca de lograrlo en dos ocasiones, cuando disputó los partidos de repechaje rumbo a Alemania 2006 y Sudáfrica 2010.

## Historia

### Eliminatorias para la Copa Mundial de Fútbol 2006
Clasificaría en la primera ronda como primero del grupo 6
| Equipo     | Pts | PJ | PG | PE | PP | GF | GC |
| ---------- | --- | -- | -- | -- | -- | -- | -- |
| Baréin     | 14  | 6  | 4  | 2  | 0  | 15 | 4  |
| Siria      | 8   | 6  | 2  | 2  | 2  | 7  | 7  |
| Tayikistán | 7   | 6  | 2  | 1  | 3  | 5  | 9  |
| Kirguistán | 4   | 6  | 1  | 1  | 4  | 5  | 12 |

En la repesca de AFC para el mundial de 2006, Baréin empató con Uzbekistán como visitante 1-1, y como local a 0:0; por lo que pasó por la regla del gol de visitante. Con esto, el equipo clasificó a la repesca para la Copa Mundial de Fútbol de 2006 contra el cuarto equipo de Concacaf, el cual fue Trinidad y Tobago. En la eliminatoria, el partido disputado en Puerto España dejó un empate 1-1, pero en Manama, los trinitarios vencieron 1-0, eliminando a Baréin de la Copa Mundial.

### Eliminatorias para la Copa Mundial de Fútbol 2010
Baréin volvió a disputar un partido de repesca, esta vez ante Nueva Zelanda por un cupo en Copa Mundial de Fútbol 2010, quedando eliminado.
En la Tercera ronda le tocaría el Grupo 2, que junto a Japón avanzaría a la siguiente ronda.
| Equipo    | Pts | PJ | PG | PE | PP | GF | GC | Dif |
| --------- | --- | -- | -- | -- | -- | -- | -- | --- |
| Japón     | 13  | 6  | 4  | 1  | 1  | 12 | 3  | +9  |
| Baréin    | 11  | 6  | 3  | 2  | 1  | 7  | 5  | +2  |
| Omán      | 8   | 6  | 2  | 2  | 2  | 5  | 7  | -2  |
| Tailandia | 1   | 6  | 0  | 1  | 5  | 5  | 14 | -9  |

### Cuarta ronda
| Equipo     | Pts | PJ | PG | PE | PP | GF | GC | Dif |
| ---------- | --- | -- | -- | -- | -- | -- | -- | --- |
| Australia  | 20  | 8  | 6  | 2  | 0  | 12 | 1  | +11 |
| Japón      | 15  | 8  | 4  | 3  | 1  | 11 | 6  | +5  |
| Baréin     | 10  | 8  | 3  | 1  | 4  | 6  | 8  | -2  |
| Catar      | 6   | 8  | 1  | 3  | 4  | 5  | 14 | -9  |
| Uzbekistán | 4   | 8  | 1  | 1  | 6  | 5  | 10 | -5  |

Su tercer puesto en el grupo le permitió jugar la repesca ante Arabia Saudita, por el quinto lugar:
Los dos países que finalizaron en el tercer lugar de los grupos A y B se enfrentaron entre sí para definir al quinto puesto de las eliminatorias, el cual enfrentó posteriormente a Nueva Zelanda por una plaza para la Copa Mundial de Fútbol. El vencedor fue Baréin, que empató ambos encuentros pero resultó favorecido por la regla del gol de visitante.
| 5 de septiembre de 2009 | Baréin | 0:0     | Arabia Saudita | Estadio Nacional de Baréin, Riffa                                    |                                                                      |
|                         |        | Reporte |                | Asistencia: 16.000 espectadores Árbitro(s): Yuichi Nishimura (Japón) | Asistencia: 16.000 espectadores Árbitro(s): Yuichi Nishimura (Japón) |

| 9 de septiembre de 2009 | Arabia Saudita                        | 2:2 (1:1) | Baréin                            | Estadio Rey Fahd, Riad                                                   |                                                                          |
|                         | Al-Shamrani 13' · Al-Montashari 90+1' | Reporte   | Okwunwanne 42' · Abdullatif 90+3' | Asistencia: 50.000 espectadores Árbitro(s): Ravshan Irmatov (Uzbekistán) | Asistencia: 50.000 espectadores Árbitro(s): Ravshan Irmatov (Uzbekistán) |

### Repesca contra campeón de laOFC

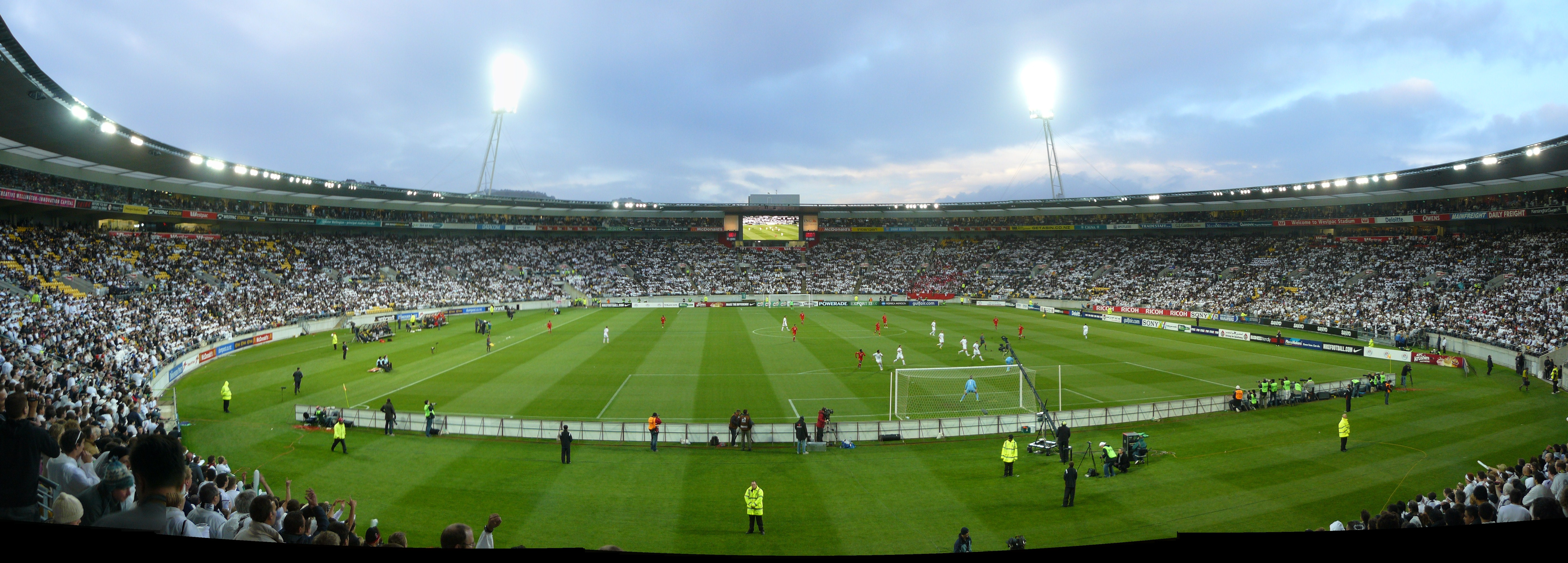
Baréin-Nueva Zelanda disputando el partido de repesca para el mundial 2010.

| 10 de octubre de 2009, 18:30 (UTC+3) | Baréin | 0:0     | Nueva Zelanda | Estadio Nacional de Baréin, Riffa                                   |                                                                     |
|                                      |        | Reporte |               | Asistencia: 33.000 espectadores Árbitro(s): Viktor Kassai (Hungría) | Asistencia: 33.000 espectadores Árbitro(s): Viktor Kassai (Hungría) |

| 14 de noviembre de 2009, 20:00 (UTC+13) | Nueva Zelanda | 1:0 (1:0) | Baréin | Westpac Stadium, Wellington                                           |                                                                       |
|                                         | Fallon 45'    | Reporte   |        | Asistencia: 35.000 espectadores Árbitro(s): Jorge Larrionda (Uruguay) | Asistencia: 35.000 espectadores Árbitro(s): Jorge Larrionda (Uruguay) |

### Eliminatorias para la Copa Mundial de Fútbol 2014
| País      | J | G | E | P | GF | GC | GD  | Pts |
| --------- | - | - | - | - | -- | -- | --- | --- |
| Irán      | 6 | 3 | 3 | 0 | 17 | 5  | +12 | 12  |
| Catar     | 6 | 2 | 4 | 0 | 10 | 5  | +5  | 10  |
| Baréin    | 6 | 2 | 3 | 1 | 13 | 7  | +6  | 9   |
| Indonesia | 6 | 0 | 0 | 6 | 3  | 26 | −23 | 0   |

## Últimos partidos y próximos encuentros
Actualizado al último partido jugado el 10 de junio de 2025
| Fecha      | Ciudad           | Local           | Resultado | Visitante      | Competición                |
| ---------- | ---------------- | --------------- | --------- | -------------- | -------------------------- |
| 06-06-2024 | Arad             | Baréin          | 0:0       | Yemen          | Clasificación Mundial 2026 |
| 11-06-2024 | Dubái            | Emiratos Árabes | 1:1       | Baréin         | Clasificación Mundial 2026 |
| 05-09-2024 | Gold Coast       | Australia       | 0:1       | Baréin         | Clasificación Mundial 2026 |
| 10-09-2024 | Riffa            | Baréin          | 0:5       | Japón          | Clasificación Mundial 2026 |
| 10-10-2024 | Riffa            | Baréin          | 2:2       | Indonesia      | Clasificación Mundial 2026 |
| 15-10-2024 | Yeda             | Arabia Saudita  | 0:0       | Baréin         | Clasificación Mundial 2026 |
| 15-11-2024 | Riffa            | Baréin          | 0:1       | China          | Clasificación Mundial 2026 |
| 19-11-2024 | Riffa            | Baréin          | 2:2       | Australia      | Clasificación Mundial 2026 |
| 22-12-2024 | Ciudad de Kuwait | Baréin          | 3:2       | Arabia Saudita | Copa del Golfo 24/25       |
| 25-12-2024 | Ciudad de Kuwait | Baréin          | 2:0       | Irak           | Copa del Golfo 24/25       |
| 28-12-2024 | Sulaibikhat      | Baréin          | 1:2       | Yemen          | Copa del Golfo 24/25       |
| 31-12-2024 | Sulaibikhat      | Kuwait          | 0:1       | Baréin         | Copa del Golfo 24/25       |
| 04-01-2025 | Ciudad de Kuwait | Baréin          | 2:1       | Omán           | Copa del Golfo 24/25       |
| 20-03-2025 | Saitama          | Japón           | 2:0       | Baréin         | Clasificación Mundial 2026 |
| 25-03-2025 | Yakarta          | Indonesia       | 1:0       | Baréin         | Clasificación Mundial 2026 |
| 05-06-2025 | Riffa            | Baréin          | 0:2       | Arabia Saudita | Clasificación Mundial 2026 |
| 10-06-2025 | Chongquing       | China           | 1:0       | Baréin         | Clasificación Mundial 2026 |

## Estadísticas

### Copa Mundial de Fútbol
| Copa Mundial de Fútbol | Copa Mundial de Fútbol  | Copa Mundial de Fútbol  | Copa Mundial de Fútbol  | Copa Mundial de Fútbol  | Copa Mundial de Fútbol  | Copa Mundial de Fútbol  | Copa Mundial de Fútbol  |
| Año                    | Ronda                   | J                       | G                       | E                       | P                       | GF                      | GC                      |
| ---------------------- | ----------------------- | ----------------------- | ----------------------- | ----------------------- | ----------------------- | ----------------------- | ----------------------- |
| 1930 - 1962            | No existía la selección | No existía la selección | No existía la selección | No existía la selección | No existía la selección | No existía la selección | No existía la selección |
| 1966 - 1974            | No participó            | No participó            | No participó            | No participó            | No participó            | No participó            | No participó            |
| 1978                   | No clasificó            | No clasificó            | No clasificó            | No clasificó            | No clasificó            | No clasificó            | No clasificó            |
| 1982                   | No clasificó            | No clasificó            | No clasificó            | No clasificó            | No clasificó            | No clasificó            | No clasificó            |
| 1986                   | No clasificó            | No clasificó            | No clasificó            | No clasificó            | No clasificó            | No clasificó            | No clasificó            |
| 1990                   | Se retiró               | Se retiró               | Se retiró               | Se retiró               | Se retiró               | Se retiró               | Se retiró               |
| 1994                   | No clasificó            | No clasificó            | No clasificó            | No clasificó            | No clasificó            | No clasificó            | No clasificó            |
| 1998                   | No clasificó            | No clasificó            | No clasificó            | No clasificó            | No clasificó            | No clasificó            | No clasificó            |
| 2002                   | No clasificó            | No clasificó            | No clasificó            | No clasificó            | No clasificó            | No clasificó            | No clasificó            |
| 2006                   | No clasificó            | No clasificó            | No clasificó            | No clasificó            | No clasificó            | No clasificó            | No clasificó            |
| 2010                   | No clasificó            | No clasificó            | No clasificó            | No clasificó            | No clasificó            | No clasificó            | No clasificó            |
| 2014                   | No clasificó            | No clasificó            | No clasificó            | No clasificó            | No clasificó            | No clasificó            | No clasificó            |
| 2018                   | No clasificó            | No clasificó            | No clasificó            | No clasificó            | No clasificó            | No clasificó            | No clasificó            |
| 2022                   | No clasificó            | No clasificó            | No clasificó            | No clasificó            | No clasificó            | No clasificó            | No clasificó            |
| 2026                   | No clasificó            | No clasificó            | No clasificó            | No clasificó            | No clasificó            | No clasificó            | No clasificó            |
| 2030                   | Por disputarse          | Por disputarse          | Por disputarse          | Por disputarse          | Por disputarse          | Por disputarse          | Por disputarse          |
| 2034                   | Por disputarse          | Por disputarse          | Por disputarse          | Por disputarse          | Por disputarse          | Por disputarse          | Por disputarse          |
| Total                  | 0/23                    | -                       | -                       | -                       | -                       | -                       | -                       |

### Copa Asiática
| Copa Asiática | Copa Asiática           | Copa Asiática           | Copa Asiática           | Copa Asiática           | Copa Asiática           | Copa Asiática           | Copa Asiática           |
| Año           | Ronda                   | J                       | G                       | E                       | P                       | GF                      | GC                      |
| ------------- | ----------------------- | ----------------------- | ----------------------- | ----------------------- | ----------------------- | ----------------------- | ----------------------- |
| 1956          | No existía la selección | No existía la selección | No existía la selección | No existía la selección | No existía la selección | No existía la selección | No existía la selección |
| 1960          | No existía la selección | No existía la selección | No existía la selección | No existía la selección | No existía la selección | No existía la selección | No existía la selección |
| 1964          | No existía la selección | No existía la selección | No existía la selección | No existía la selección | No existía la selección | No existía la selección | No existía la selección |
| 1968          | No participó            | No participó            | No participó            | No participó            | No participó            | No participó            | No participó            |
| 1972          | No clasificó            | No clasificó            | No clasificó            | No clasificó            | No clasificó            | No clasificó            | No clasificó            |
| 1976          | Se retiró               | Se retiró               | Se retiró               | Se retiró               | Se retiró               | Se retiró               | Se retiró               |
| 1980          | Se retiró               | Se retiró               | Se retiró               | Se retiró               | Se retiró               | Se retiró               | Se retiró               |
| 1984          | Se retiró               | Se retiró               | Se retiró               | Se retiró               | Se retiró               | Se retiró               | Se retiró               |
| 1988          | Fase de grupos          | 4                       | 0                       | 2                       | 2                       | 1                       | 3                       |
| 1992          | No clasificó            | No clasificó            | No clasificó            | No clasificó            | No clasificó            | No clasificó            | No clasificó            |
| 1996          | Se retiró               | Se retiró               | Se retiró               | Se retiró               | Se retiró               | Se retiró               | Se retiró               |
| 2000          | No clasificó            | No clasificó            | No clasificó            | No clasificó            | No clasificó            | No clasificó            | No clasificó            |
| 2004          | Cuarto lugar            | 6                       | 1                       | 3                       | 2                       | 13                      | 14                      |
| 2007          | Fase de grupos          | 3                       | 1                       | 0                       | 2                       | 3                       | 7                       |
| 2011          | Fase de grupos          | 3                       | 1                       | 0                       | 2                       | 6                       | 5                       |
| 2015          | Fase de grupos          | 3                       | 1                       | 0                       | 2                       | 3                       | 5                       |
| 2019          | Octavos de final        | 4                       | 1                       | 1                       | 2                       | 3                       | 4                       |
| 2023          | Octavos de final        | 4                       | 2                       | 0                       | 2                       | 4                       | 6                       |
| 2027          | Clasificado             | Clasificado             | Clasificado             | Clasificado             | Clasificado             | Clasificado             | Clasificado             |
| Total         | 8/19                    | 27                      | 7                       | 6                       | 14                      | 33                      | 44                      |

## Torneos regionales

### Campeonato de la WAFF
| Campeonato de la WAFF | Campeonato de la WAFF | Campeonato de la WAFF | Campeonato de la WAFF | Campeonato de la WAFF | Campeonato de la WAFF | Campeonato de la WAFF | Campeonato de la WAFF |
| Año                   | Ronda                 | J                     | G                     | E                     | P                     | GF                    | GC                    |
| --------------------- | --------------------- | --------------------- | --------------------- | --------------------- | --------------------- | --------------------- | --------------------- |
| 2000 - 2008           | No participó          | No participó          | No participó          | No participó          | No participó          | No participó          | No participó          |
| 2010                  | Fase de grupos        | 2                     | 1                     | 0                     | 1                     | 2                     | 3                     |
| 2012                  | Cuarto lugar          | 5                     | 2                     | 2                     | 1                     | 3                     | 2                     |
| 2014                  | Tercer lugar          | 4                     | 0                     | 3                     | 1                     | 0                     | 1                     |
| 2019                  | Campeón               | 4                     | 3                     | 1                     | 0                     | 3                     | 0                     |
| 2023                  | Clasificado           | Clasificado           | Clasificado           | Clasificado           | Clasificado           | Clasificado           | Clasificado           |
| Total                 | 5/10                  | 15                    | 6                     | 6                     | 3                     | 8                     | 6                     |

### Copa de Naciones Árabe
| Copa de Naciones Árabe | Copa de Naciones Árabe | Copa de Naciones Árabe | Copa de Naciones Árabe | Copa de Naciones Árabe | Copa de Naciones Árabe | Copa de Naciones Árabe | Copa de Naciones Árabe |
| Año                    | Ronda                  | J                      | G                      | E                      | P                      | GF                     | GC                     |
| ---------------------- | ---------------------- | ---------------------- | ---------------------- | ---------------------- | ---------------------- | ---------------------- | ---------------------- |
| 1963                   | No participó           | No participó           | No participó           | No participó           | No participó           | No participó           | No participó           |
| 1964                   | No participó           | No participó           | No participó           | No participó           | No participó           | No participó           | No participó           |
| 1966                   | Fase de grupos         | 4                      | 0                      | 1                      | 3                      | 7                      | 22                     |
| 1985                   | Subcampeón             | 4                      | 1                      | 2                      | 1                      | 4                      | 3                      |
| 1988                   | Fase de grupos         | 4                      | 0                      | 3                      | 1                      | 2                      | 3                      |
| 1992                   | No participó           | No participó           | No participó           | No participó           | No participó           | No participó           | No participó           |
| 1998                   | Se retiró              | Se retiró              | Se retiró              | Se retiró              | Se retiró              | Se retiró              | Se retiró              |
| 2002                   | Subcampeón             | 6                      | 3                      | 1                      | 2                      | 8                      | 5                      |
| 2009                   | Cancelado              | Cancelado              | Cancelado              | Cancelado              | Cancelado              | Cancelado              | Cancelado              |
| 2012                   | Fase de grupos         | 3                      | 0                      | 0                      | 3                      | 1                      | 8                      |
| Copa Árabe de la FIFA  |                        |                        |                        |                        |                        |                        |                        |
| 2021                   | Fase de grupos         | 3                      | 0                      | 1                      | 2                      | 0                      | 4                      |
| Total                  | 6/11                   | 24                     | 4                      | 8                      | 12                     | 22                     | 45                     |

### Copa de Naciones del Golfo
| Copa de Naciones del Golfo | Copa de Naciones del Golfo | Copa de Naciones del Golfo | Copa de Naciones del Golfo | Copa de Naciones del Golfo | Copa de Naciones del Golfo | Copa de Naciones del Golfo | Copa de Naciones del Golfo |
| Año                        | Ronda                      | J                          | G                          | E                          | P                          | GF                         | GC                         |
| 1970                       | Subcampeón                 | 3                          | 1                          | 1                          | 1                          | 3                          | 4                          |
| -------------------------- | -------------------------- | -------------------------- | -------------------------- | -------------------------- | -------------------------- | -------------------------- | -------------------------- |
| 1972                       | Descalificado              | Descalificado              | Descalificado              | Descalificado              | Descalificado              | Descalificado              | Descalificado              |
| 1974                       | Fase de grupos             | 2                          | 0                          | 0                          | 2                          | 1                          | 8                          |
| 1976                       | Cuarto lugar               | 6                          | 3                          | 0                          | 3                          | 9                          | 15                         |
| 1979                       | Cuarto lugar               | 6                          | 2                          | 2                          | 2                          | 8                          | 9                          |
| 1982                       | Subcampeón                 | 5                          | 3                          | 1                          | 1                          | 10                         | 7                          |
| 1984                       | Quinto lugar               | 6                          | 1                          | 2                          | 3                          | 3                          | 6                          |
| 1986                       | Cuarto lugar               | 6                          | 1                          | 4                          | 1                          | 4                          | 5                          |
| 1988                       | Cuarto lugar               | 6                          | 3                          | 0                          | 3                          | 4                          | 4                          |
| 1990                       | Tercer lugar               | 4                          | 1                          | 2                          | 1                          | 1                          | 1                          |
| 1992                       | Subcampeón                 | 5                          | 3                          | 0                          | 2                          | 6                          | 4                          |
| 1994                       | Tercer lugar               | 5                          | 1                          | 3                          | 1                          | 5                          | 6                          |
| 1996                       | Quinto lugar               | 5                          | 0                          | 2                          | 3                          | 4                          | 8                          |
| 1998                       | Quinto lugar               | 5                          | 0                          | 3                          | 2                          | 3                          | 6                          |
| 2002                       | Tercer lugar               | 5                          | 1                          | 2                          | 2                          | 4                          | 6                          |
| 2003                       | Subcampeón                 | 6                          | 4                          | 1                          | 1                          | 13                         | 3                          |
| 2004                       | Tercer lugar               | 5                          | 2                          | 2                          | 1                          | 10                         | 6                          |
| 2007                       | Semifinal                  | 4                          | 1                          | 1                          | 2                          | 4                          | 5                          |
| 2009                       | Fase de grupos             | 3                          | 1                          | 0                          | 2                          | 3                          | 4                          |
| 2010                       | Fase de grupos             | 3                          | 0                          | 1                          | 2                          | 4                          | 7                          |
| 2013                       | Cuarto lugar               | 5                          | 1                          | 2                          | 2                          | 4                          | 9                          |
| 2014                       | Fase de grupos             | 3                          | 0                          | 2                          | 1                          | 0                          | 3                          |
| 2017                       | Semifinal                  | 4                          | 1                          | 2                          | 1                          | 3                          | 3                          |
| 2019                       | Campeón                    | 5                          | 2                          | 2                          | 1                          | 7                          | 6                          |
| 2023                       | Semifinal                  | 4                          | 2                          | 1                          | 1                          | 5                          | 4                          |
| 2024                       | Campeón                    | 5                          | 4                          | 0                          | 1                          | 9                          | 5                          |
| Total                      | 24/25                      | 111                        | 34                         | 36                         | 41                         | 118                        | 139                        |

## Palmarés
- Campeonato de la WAFF (1): 2019
- Copa de Naciones del Golfo (2): 2019, 2024
- Juegos Panarábicos (1): 2011

## Uniforme

### Evolución

#### Titular
| 2010-2012 | 2019-2023 | 2023- |

#### Alternativo
| 2010-2012 | 2019-2023 | 2023- |

### Proveedor
| Marca       | Periodo   |
| ----------- | --------- |
| Umbro       | 1981      |
| Puma        | 1982      |
| Grand Sport | 1983–1986 |
| Faisok      | 1986      |
| Grand Sport | 1987–1996 |
| Puma        | 1997      |
| Baraka      | 1998–1999 |
| Kika        | 2000–2002 |
| Shoot       | 2002–2003 |
| Diadora     | 2003–2005 |
| Puma        | 2005–2014 |
| Romai       | 2014–2018 |
| Macron      | 2019–2022 |
| Puma        | 2023–     |

## Jugadores

### Última convocatoria
Los siguientes jugadores fueron convocados para disputar los partidos eliminatorios ante Indonesia correspondientes a la clasificación rumbo a la Copa Mundial de 2026.
| No. | Pos. | Jugador               | Fecha de nacimiento (edad)         | Apa. | Goles | Club               |
| --- | ---- | --------------------- | ---------------------------------- | ---- | ----- | ------------------ |
| 1   | POR  | Abdulkarim Fardan     | 25 de abril de 1992 (33 años)      | 1    | 0     | Al-Riffa           |
| 21  | POR  | Sayed Mohammed Jaffer | 25 de agosto de 1985 (39 años)     | 163  | 0     | Al-Muharraq        |
| 22  | POR  | Ebrahim Lutfalla      | 24 de septiembre de 1992 (32 años) | 31   | 0     | Al-Muharraq        |
|     |      |                       |                                    |      |       |                    |
| 3   | DEF  | Waleed Al Hayam       | 4 de noviembre de 1988 (36 años)   | 122  | 0     | Al-Muharraq        |
| 6   | DEF  | Vincent Emmanuel      | 29 de abril de 2001 (24 años)      | 9    | 0     | Sitra              |
| 16  | DEF  | Sayed Baqer           | 14 de abril de 1994 (31 años)      | 40   | 2     | Al-Riffa           |
| 18  | DEF  | Hazza Ali             | 9 de junio de 1995 (30 años)       | 13   | 0     | Al-Riffa           |
| 23  | DEF  | Abdulla Al-Khulasi    | 2 de septiembre de 2003 (21 años)  | 18   | 1     | Al-Muharraq        |
|     | DEF  | Ahmed Bughammar       | 30 de diciembre de 1997 (27 años)  | 26   | 1     | Al-Khaldiya        |
|     |      |                       |                                    |      |       |                    |
| 4   | MED  | Sayed Dhiya Saeed     | 17 de julio de 1992 (32 años)      | 125  | 8     | Al-Khaldiya        |
| 7   | MED  | Ali Madan             | 30 de noviembre de 1995 (29 años)  | 99   | 15    | Ajman              |
| 8   | MED  | Mohamed Marhoon       | 12 de febrero de 1998 (27 años)    | 75   | 19    | Kuwait SC          |
| 9   | MED  | Ebrahim Al-Khattal    | 19 de septiembre de 2000 (24 años) | 27   | 4     | Manama             |
| 10  | MED  | Kamil Al-Aswad        | 8 de abril de 1994 (31 años)       | 116  | 13    | Al-Arabi           |
| 14  | MED  | Ali Haram             | 11 de diciembre de 1988 (36 años)  | 58   | 5     | Al-Riffa           |
| 15  | MED  | Jasim Al-Shaikh       | 1 de febrero de 1996 (29 años)     | 67   | 4     | Al-Riffa           |
| 17  | MED  | Sayed Al-Wadaei       | 8 de julio de 2008 (17 años)       | 1    | 0     | Villarreal Juvenil |
| 20  | MED  | Mahdi Al-Humaidan     | 19 de mayo de 1993 (32 años)       | 70   | 7     | Al-Khaldiya        |
|     | MED  | Hussain Al-Eker       | 30 de septiembre de 2001 (23 años) | 2    | 0     | Al-Riffa           |
|     |      |                       |                                    |      |       |                    |
| 11  | DEL  | Ismail Abdullatif     | 11 de septiembre de 1996 (28 años) | 135  | 48    | Al-Khaldiya        |
| 12  | DEL  | Mahdi Abduljabbar     | 25 de junio de 1991 (34 años)      | 43   | 13    | Al-Khaldiya        |
| 13  | DEL  | Mohamed Al-Romaihi    | 9 de septiembre de 1990 (34 años)  | 52   | 17    | Al-Khaldiya        |
| 19  | DEL  | Husain Abdulkarim     | 14 de mayo de 2002 (23 años)       | 7    | 0     | Al-Muharraq        |

## Récords
- Actualizado al 11 de junio de 2024[5]

Jugadores en Negrita continúan activos.

### Más apariciones
| Pos. | Nombre                | Apariciones | Goles | Periodo       |
| ---- | --------------------- | ----------- | ----- | ------------- |
| 1    | Sayed Mohammed Jaffer | 162         | 0     | 2004–presente |
| 2    | Mohamed Husain        | 161         | 10    | 1997–2015     |
| 3    | Salman Isa            | 160         | 24    | 2000–2012     |
| 4    | Mohamed Salmeen       | 146         | 10    | 2000–2013     |
| 5    | Ismail Abdullatif     | 135         | 48    | 2005–presente |
| 6    | Sayed Mahmood Jalal   | 125         | 6     | 1998–2010     |
| 7    | Hussain Ali Baba      | 124         | 8     | 2001–2016     |
| 8    | Talal Yousef          | 118         | 28    | 2001–2016     |
| 9    | Husain Ali            | 117         | 33    | 1998–2013     |
| 10   | Sayed Dhiya Saeed     | 116         | 8     | 2011–presente |

### Más goles

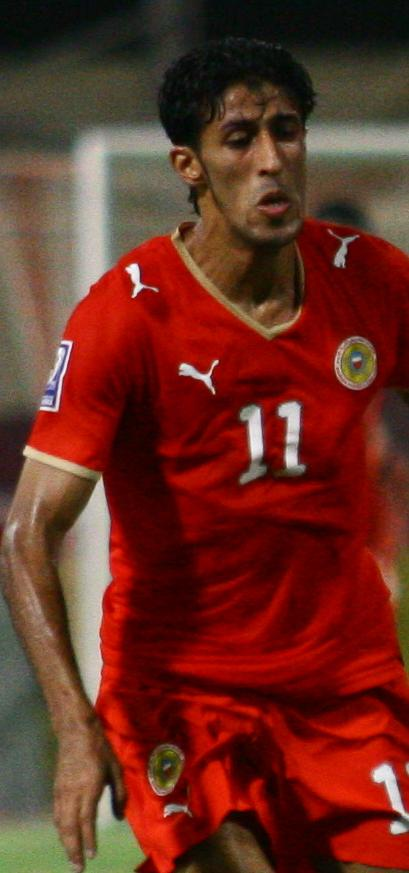
Ismail Abdullatif con 48 goles es el goleador histórico de Baréin.

| Pos. | Nombre              | Goles | Apariciones | Promedio | Periodo       |
| ---- | ------------------- | ----- | ----------- | -------- | ------------- |
| 1    | Ismail Abdullatif   | 48    | 135         | 0.36     | 2005–presente |
| 2    | Husain Ali          | 33    | 116         | 0.28     | 1998–2013     |
| 3    | Talal Yousef        | 28    | 118         | 0.24     | 1998–2009     |
| 4    | A'ala Hubail        | 26    | 88          | 0.3      | 2003–2009     |
| 5    | Salman Isa          | 24    | 160         | 0.15     | 2001–2012     |
| 6    | Faouzi Aaish        | 20    | 104         | 0.19     | 2004–2016     |
| 7    | Mohamed Al-Romaihi  | 16    | 46          | 0.35     | 2010–presente |
| 8    | Mohamed Marhoon     | 14    | 61          | 0.23     | 2018–presente |
| 9    | Abdulla Yusuf Helal | 13    | 87          | 0.15     | 2015–presente |
| 9    | Mahmood Abdulrahman | 13    | 91          | 0.14     | 2006–2014     |
| 9    | Kamil Al-Aswad      | 13    | 104         | 0.13     | 2015–presente |

## Entrenadores
- Hamada El-Sharqawi (1970–1974)
- Danny McLennan (1974–1975)
- Jack Mansell (1976)
- Michael Germán (1979)
- Ljubiša Broćić (1979–1981)
- Ali Ahmed Farouq (1981)
- Sebastião Pereira de Araújo (1982–1984)
- Keith Burkinshaw (1984–1986)
- Abdelmajid Chetali (1988)
- Uli Maslo (1990)
- Sebastião Pereira de Araújo (1992–1993)
- Ivan Katalinić (1994)
- Hamad Rashid Nasser Al-Noyami (1994)
- Fuad Boshqar (1996)
- Josef Hickersberger (1997)
- Ernesto Rosa Guedes (1998)
- Alexandru Moldovan (1999)
- Salman Sharida (2000)
- Victor Stănculescu (2000–2001)
- Wolfgang Sidka (2001–2002)
- Yves Herbet (2003)
- Srećko Juričić (2003–2005)
- Wolfgang Sidka (2005)
- Luka Peruzović (2005–2006)
- Riyadh Al-Thawadi (2006)
- Hans-Peter Briegel (2006–2007)
- Senad Kreso (2007)
- Milan Máčala (2008–2010)
- Josef Hickersberger (2010)
- Marjan Eid (2010)
- Salman Sharida (2010–2011)
- Peter Taylor (2011–2012)
- Gabriel Calderón (2012–2013)
- Anthony Hudson (2013–2014)
- Adnan Hamad (2014)
- Marjan Eid (2014–2015)
- Sergio Batista (2015–2016)
- Miroslav Soukup (2016–2019)
- Hélio Sousa (2019-2023)
- Juan Antonio Pizzi (2023-2024)
- Dragan Talajić (2024-presente)